# Aeroportul Thingeyri
Aeroportul Thingeyri (IATA: TEY, ICAO: BITE) este un aeroport din Þingeyri⁠(d), Ísafjarðarbær⁠(d), Vestfirðir⁠(d), Islanda. A fost numit după Þingeyri⁠(d).
Situat la o altitudine de 20 m, aeroportul dispune de o singură pistă.